# 朱方之战
朱方之战，公元前538年（周景王七年，鲁昭公四年，楚灵王三年，吴王馀眛六年），在吴楚交兵中，楚国攻克吴国城邑朱方（今江苏省镇江市东）的作战。
前548年，齐国大夫庆封和崔杼杀死齐庄公，前545年，在齐国政变中失败的庆封逃到吴国。前538年七月，楚灵王带领蔡侯、陈侯、许男、顿子、胡子、沈子、淮夷等诸侯进攻吴国，宋国太子佐、郑简公先行回国。宋国的华费遂、郑国大夫随军。派屈申包围朱方，八月，攻下了朱方，捉获了齐国的庆封把他族灭。将要杀庆封，椒举怕庆封在诸侯中宣扬丑事，楚灵王不听，让庆封背上斧头，在诸侯军队中巡行示众，让他说：“不要像齐国的庆封那样弑君弱孤，和其大夫盟会！”庆封说：“不要像楚共王的庶子围（楚灵王），弑杀的他的国君，哥哥的儿子麇，来和诸侯盟会！”楚灵王赶快让人把庆封杀了。 楚灵王带领诸侯灭亡赖国（今湖北省随州市东北）。九月，取得鄫国。当年冬季，为报复朱方这次战役，吴国进攻楚国，进入棘地（今河南省永城县西北）、栎地（今河南省新蔡县西北）、麻地（今安徽省砀山县东）。 楚国沈尹射到夏汭奔命，箴尹宜咎在钟离（今安徽省凤阳县东北）筑城，薳启强在巢地（今安徽省巢湖市）筑城，然丹在州来（今安徽省凤台县）筑城。